# Psalm 52

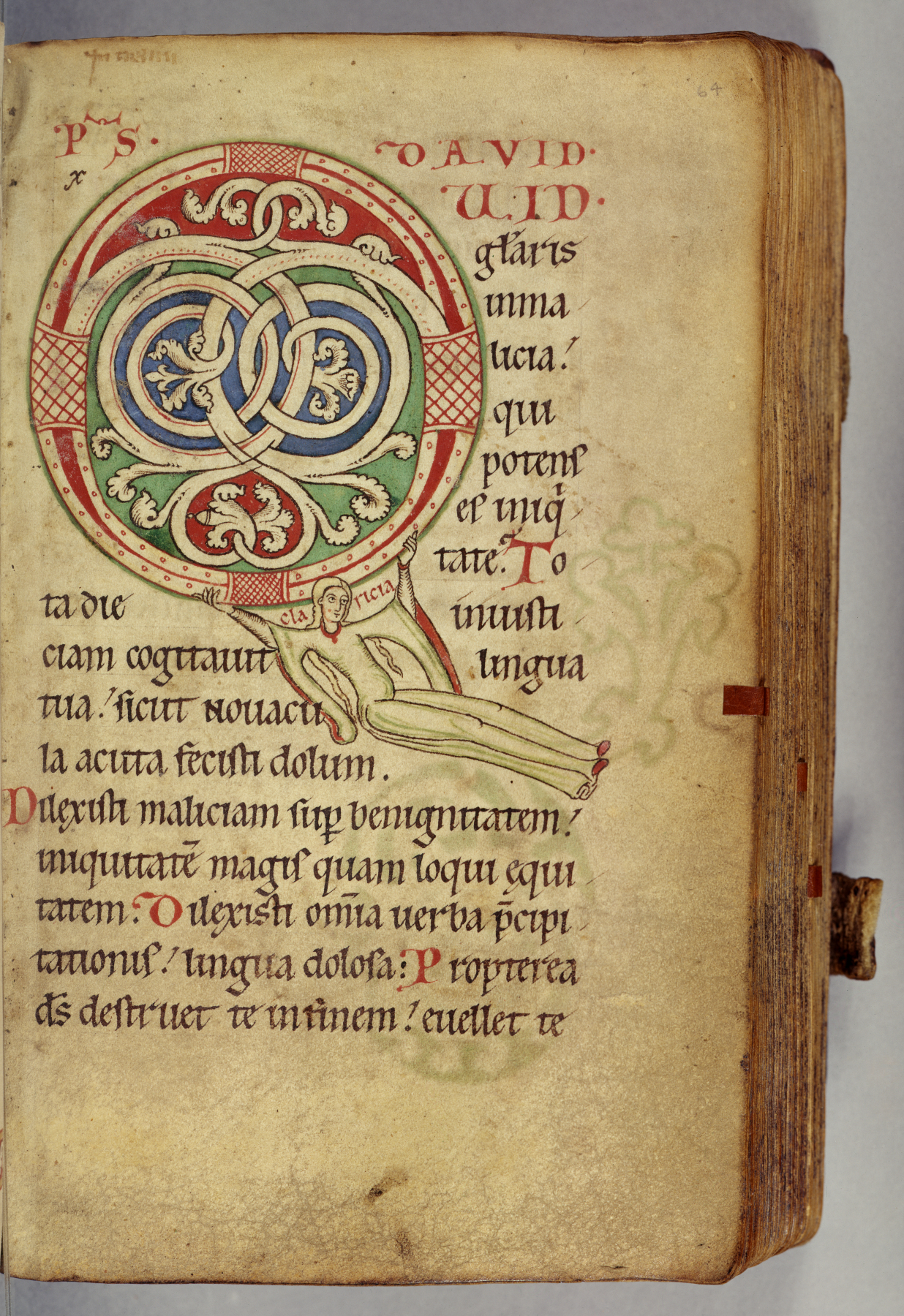
Beginn des 52. Psalms im Claricia-Psalter aus dem 13. Jahrhundert

Der 52. Psalm ist ein Psalm Davids aus dem zweiten Buch des Psalters. 

## Inhalt
Der Psalmdichter bedient sich des Stils prophetischer Kritik. Er wendet sich gegen einen reichen und mächtigen Gegner, der ihn durch Verleumdung verfolgt und sich dessen auch noch brüstet. Seine Pläne müssen jedoch scheitern, da der Gerechte sich in der Güte Gottes geborgen weiß. Ausgehend von dieser Gewissheit wird dem Übeltäter nach Art der Feindpsalmen das Strafgericht angekündigt. Die Strafe wird so umfassend sein, dass die Gerechten nicht nur als Sieger aus diesem Konflikt hervorgehen, sondern vor der Majestät Gottes, die sich in seinem Gericht zeigt, erschauern. In den letzten beiden Versen wird dem Schicksal des Bösen der Lohn des Frommen gegenübergestellt.